# کمدن (کارولینای جنوبی)
کمدن(به انگلیسی: Camden) شهری در ایالت کارولینای جنوبی کشور ایالات متحده آمریکا است که جمعیت آن در سرشماری سال ۲۰۱۰ میلادی، ۶٬۸۳۸ نفر بوده‌است.